# Boa Hora
Boa Hora is een gemeente in de Braziliaanse deelstaat Piauí. De gemeente telt 6.369 inwoners (schatting 2009).
De gemeente grenst aan Barras, Piripiri, Capitão de Campos, Boqueirão do PI en Cabeceiras do PI.